# Steve Gottlieb
Pour les articles homonymes, voir Gottlieb.
Steve Gottlieb, né le 4 avril 1949 à Los Angeles, est un astronome amateur, chercheur, écrivain et conférencier américain.

## Biographie
Il a grandi dans la région de Los Angeles, puis a déménagé en Californie du Nord. En 1973, il obtient un master en mathématiques à l'Université de Californie à Berkeley. S'installant dans la ville d'Albany, il a enseigné les mathématiques au lycée d'East Bay pendant 37 ans.

## Astronome amateur
Il a commencé à observer systématiquement les objets de Messier en 1977, à l'aide d'un télescope à réflexion de 6 pouces. Il a utilisé de nombreux télescopes différents au fil des ans, observant depuis des sites de ciel étoilés, proches de la région de la baie de San Francisco, les contreforts de la Sierra Nevada et des nuits des étoiles en Californie et ailleurs. En 2017, il avait enregistré l'ensemble des 7 840 objets du New General Catalogue, complétant la liste après plusieurs visites dans l'hémisphère sud. Le recueil de rapports d'observation qui en résulte est devenu une ressource précieuse pour les astronomes amateurs.
Il se décrit comme un « observateur visuel inconditionnel », n'ayant jamais développé d'intérêt pour l'astrophotographie. Pour lui, « il a toujours été question d'esthétique au niveau de l'oculaire dans un grand télescope ». Actuellement, son télescope principal est un Dobson StarStructure de 24 pouces avec un système GoTo informatisé. Au moment d'écrire ces lignes, il est la seule personne connue à avoir observé visuellement tous les objets NGC valides.

## Projet NGC/IC
Au fur et à mesure que les intérêts de Gottlieb se développaient, il effectua des recherches à la bibliothèque d'astronomie voisine de l'Université de Californie à Berkeley, comparant ses observations avec celles de professionnels et avec le Palomar Observatory Sky Survey. Ce faisant, il découvrit de nombreuses erreurs et données contradictoires et commença à correspondre avec d'autres astronomes, dont Harold Corwin de l'Université du Texas.
Il est ainsi devenu l'un des principaux chercheurs du projet NGC/IC, une collaboration entre astronomes professionnels et amateurs pour identifier et imager les objets, compiler des observations historiques et corriger des erreurs dans les catalogues NGC et IC.
Tout en aidant à mettre de l'ordre dans les catalogues, il a également travaillé avec divers fabricants de télescopes pour corriger les bases de données pour le réglage des cercles de coordonnées informatisées et des systèmes GoTo. Plus tard, il a rassemblé la liste des objets et a rédigé des descriptions pour le « DeepMap 600 », une carte stellaire pliante populaire.

## Écrivain en astronomie et conférencier
Dans les années 1980, Gottlieb a commencé à écrire des articles pour des magazines d'astronomie sur l'observation de groupes de galaxies, de divers types de nébuleuses, de rémanents de supernova et d'autres sujets. Il est rédacteur en chef du magazine Sky and Telescope, et ses articles d'observation sont souvent présentés dans la rubrique « Going Deep ».
Il promeut l'observation visuelle à travers des conférences publiques destinées à des groupes d'astronomie et de sciences en Californie du Nord et d'ailleurs,.